# Izi Onslow
Izi Onslow aus Tarrant Gunville in Dorset ist eine britische Boogie-Woogie- und Blues-Sängerin.

## Leben
Izi Onslow begann im Alter von etwa elf Jahren mit klassischem Gesang. Zum Blues und Boogie-Woogie kam sie durch die Pianisten Julian Phillips und Big John Carter, durch die sie Aufnahmen von Ella Mae Morse, Ann Cole und Ruth Durand kennenlernte. Spätere Einflüsse waren unter anderem Ruth Brown und Little Sylvia.
2017 war sie Preisträgerin des German-Boogie-Woogie-Awards Pinetop.
In Deutschland war sie unter anderem auch 2019 zu hören, z. B. auf Einladung von Christian Bleiming im Kulturbahnhof Hiltrup. In diesem Jahr entstand auch die Vinyl-Plattenaufnahme Blues Everywhere, auf der Izi Onslow mit Christian Bleiming und Amandus Grund zu hören ist.
Sie tritt häufig zusammen mit Julian Phillips und Axel Keim auf. Beim Festival in Laroquebrou war sie 2024 zusammen mit dem Tenorsaxophonisten Stéphane Swervy und Julian Phillips als The Laroq Trio angemeldet. Mittlerweile nutzt sie auch den Namen „Izi Styles“.